# Aleksandar Ivović
Aleksandar Ivović, född 24 februari 1986 i Baošići, är en montenegrinsk vattenpolospelare. Han ingick i Montenegros landslag vid olympiska sommarspelen 2008, 2012, 2016 och 2020.
Ivović gjorde sju mål i herrarnas vattenpoloturnering i Peking, nitton mål i herrarnas vattenpoloturnering i London och tio mål i herrarnas vattenpoloturnering i Rio de Janeiro. Montenegro slutade på en fjärdeplats i alla tre turneringarna.
Ivović tog EM-guld 2008 i Málaga och EM-silver 2012 i Eindhoven. VM-silver blev det i samband med världsmästerskapen i simsport 2013.